# 魔法少女ララベル
『魔法少女ララベル』（まほうしょうじょララベル）は、藤原栄子原作、東映動画製作の魔法少女アニメである。1980年2月15日 - 1981年2月27日 にテレビ朝日系列にて放映された。全49話。15年にわたって製作された東映魔女っ子シリーズの最終作である。

## 概要
従来の東映動画魔女少女アニメでは、日本を舞台としたものでも、比較的無国籍な要素を持っていたものが多いが、本作は日本の下町を舞台としており、より日本らしさを打ち出しているのが特徴。ことわざや格言をストーリーに織り込んで展開しているのもその一つで、ほとんどの回で作造おじいさんが取り上げたことわざや格言を語って話を締めくくる体裁を採っている。これは前作「花の子ルンルン」での花言葉からの引き継ぎでもある。
本作はアニメオリジナル作品であり、藤原栄子はキャラクター原案としての参加である。小学館の学年別学習雑誌での連載漫画はいわゆる原作ではなく漫画版である。当初は藤原のヒット作『うわさの姫子』をアニメ化したいと打診があったが、同作はシンエイ動画でアニメ企画が進行中だったため、藤原がキャラクターを担当する魔法ものになったというのが企画経緯である。
番組タイトルや作品設定は脚本の辻真先によるもの。カネボウが「ベル」に関する名称を多数商標登録していたため、タイトルを決めるまでには苦労があったという。諸般の事情により辻は第一話の脚本のみ担当し、以降の話は曽田博久、城山昇、金春智子、安藤豊弘ら4名がローテーションを組み脚本を担当した。
後番組『ハロー!サンディベル』は、魔法少女路線の作品ではなくなった。これは、「昔と違い強くなった現代の女の子たちにとって、魔法があこがれの存在ではなくなった」との制作者サイドの判断によるものである。それを示すように、最終回は魔法少女である主人公が魔法を失い、ごく普通の人間に変わるという結末を迎えた。

## ストーリー
魔法の世界で修行に励んでいたララベルは、ある日魔法の道具が入った魔法のカバンを盗み出したビスカスを見かける。魔法のカバンを取り返そうとするが、ビスカスの使ったフラフープのような魔法の道具により、ともに人間の世界に落ちてしまう。二つあった魔法のカバンは、それぞれの手の中にあった。
魔法界の常識は通用せず、魔法界に帰ることもかなわず、行き場を失うララベルだったが、情に厚い親切な立花老夫婦に助けられ、立花家に居候することとなる。老夫婦の孫で、親元に戻ったテル子ことテコ、その親友のトコ（松宮トシコ）とも仲良くなり、人間界で様々な経験を積み、次第に人間界を好きになっていた。
一方のビスカスは、詐欺師まがいの男、落葉を仲間に引き入れ、盗み出した魔法道具も使って、人間界で小賢しい悪事を次々と働く。しかしどこか詰めが甘く、ララベルの活躍もあってそれらは失敗に終わる。当然彼らへの世間からの風当たりは強くなり、ビスカスの人間嫌いはますますひどくなっていく。
ララベルが人間界にやってきて一年たち、この日を誕生日代わりに祝ってもらっていたその時に、ビスカスがララベルの持つ魔法のカバンを奪おうと画策する。ギャング映画に感化されたのではあるが、ビスカスは咲花町の裏世界のボスを目指し、カバンを奪いライバルに勝利しようとしたのだ。ララベルの「人間と仲良くしたら」との説得も聞かず、「どんなに仲良くなっても魔法使いは人間にはなれない」と毒づく。そして立花老夫婦を誘拐し、魔法のカバンを要求する始末。
立花老夫婦をだまし、首尾よくカバンを奪い取ったビスカス。作戦により魔法でコウモリの姿にかえた落葉のことなど忘れてしまう。元に戻れず困った落葉はララベルに助けを求め、ララベルは落葉に案内されて雪山の隠れ家を突き止めた。そして再びカバンを奪い返し、二人は魔法合戦を繰り広げる。やがて日も暮れ、お互いの魔法のカバンの中の魔法道具がすべて尽きてしまい「道具が尽きれば魔法は消える」とのメモを見つけ唖然とする。二人は魔法の使えない、ただの人間になってしまっていたのだ。
雪山で遭難しかかる二人。しかしコウモリの姿のままの落葉をはじめ、落葉から居場所を聞いた咲花町のみんなが一晩かけて探し出してくれた。皆と再会したところで、魔法のカバンやララベルの魔法のバトン、ビスカスのシルクハットが消え、魔法は完全に消える。
この一件ですっかり改心したビスカスは、元に戻った落葉とともに人間の修行をするために旅立った。ララベルもまた、普通の人間として友達らと暮らしていける喜びの中にいた。

## 主な登場人物およびキャスト
登場人物は、植物にちなむ名前が付けられている者が多い。

### 魔法界の住民
立花ララベル（たちばなララベル）
声 - 堀江美都子
主人公。駆け出しの魔法使い。好奇心旺盛で世話好き。魔法界での身長は15アンデルセン、体重380グリム、年齢1980ペロー。（第1話）
魔法界で一人修行に励む日々を送っていたがビスカスの人間界行きに巻き込まれ、下町情緒あふれる咲花町に落っこちた。落ちた先が立花家の庭であり、丁度テコが去って部屋に空きができていた立花夫妻に保護される。当初は家に住んで良いという立花夫妻の厚意を断って出ていくも、人間界の身分を証明するものも人間の知識も持たないために行き場が無く、やむなく川に浮かぶ船で休んでいたところをビスカスの起こした騒動に巻き込まれる。それが切っ掛けで立花家に戻り、改めて居候することになる。
人間界では当初小学4年生、第8話で小学5年生に進級する。魔法が使えることと人間界の常識を知らないこと以外はごく普通の喜怒哀楽に富んだ女の子。当初は人間への理解が乏しく、日常生活でも魔法で横着しがちだったが、魔法界にはなかった人間界での様々な出来事や人々の機微にふれ、少しずつ成長していく。特に作造の語ることわざは毎話一つずつ覚えていく。
胸の星型のペンダントから魔法のバトンを取り出し、簡単な魔法を使う。ビスカスが盗み出した魔法道具のカバンの一つを所持しているが、中身をよく知らないため説明書を読みながら手探りで使用している。呪文は「ベラルル　ベラルル　ベララルラ（ー）」だが「ベララルラー」と略すことが多い。この呪文はエンディングに印象的なフレーズとして使われている。魔法界では紫のローブを着ていたが、人間界に来てからは普段はウメおばあさんの手作りのピンク色のワンピースを着ている。
最後はビスカスとの魔法対決の末に魔法道具を全て使い果たした結果、魔力を完全に失ってしまう。それにより、周囲の人々と同じ普通の人間として生きていくことになった。
ビラ
声 - 松島みのり
ララベルのお供の魔法界の猫。体型は太めでおおよそ人間界の猫とはかけ離れた姿をしており、二足歩行も可能。体はララベルのポケットに収まるほど小さい。頭にリボンを付けているが雄。ビスカスに捕まってしまうこともあるが、その小ささを活かしてララベルの危機を救うことも。最終回ではララベルの魔法が消えたことでビラも普通の猫になり、見た目も猫らしくなっていた。
ビスカス高林（ビスカスたかばやし）
声 - 田中崇
もう一人の魔法使い。一見サーカスの団長のような、シルクハットに燕尾服の出で立ちで、茄子の様な顔に、肥満体型の中年男性に見える。魔法界ではぱっとしない存在であり、人間界で一旗揚げて偉くなろうと魔法の道具のカバンを二つ盗み出した。ララベルに制止された際にカバンの片方は彼女の手に渡ったが、なんとか人間界への潜入に成功する。人間には魔法使いであることを伏せるべきという程度の認識はあるが、人間界の知識は乏しく人間への理解も無い。
ハイビスカスを刺したシルクハットをかざして簡単な魔法を使う。当初の基本の呪文は「ドロロンパッ!」だったが他にも呪文を持ち、後半はそちらが主体になっていた。好物は落葉の屋台で初めて食べたナルト入りのラーメンで、所構わずラーメンを注文するほどの熱の入れように加え、一度に何十杯も平らげる大食らいでもある。「～でございますです」という口調で話す。咲花町では奇術師ということで通しており、落葉と共に山の上の廃屋に住みついている。最終回で立花夫妻とテコに魔法使いであることがばれる。
人間界で大威張りするという当初の目的のため、悪知恵を働かせて様々な悪事を行う。しかしララベル同様、人間界の理をよく分かっていなかったために、相棒にした落葉のアドバイスもそこそこに、稚拙な計画を実行しては失敗する。行動の動機も「大金を得てナルト入りラーメンを鱈腹食べたい」「"ちょう"と付く役職に就きたい」と言った幼稚かつ短絡的なものである。ララベルとは対照的に人間に歩み寄ろうとせず、まるで成長しないまま失敗を繰り返し、自業自得のまま人々から除け者にされることで逆に人間への嫌悪感情を強めていった。一方、状況によってはララベルと協力したり、悪事が最終的に良い結果をもたらすことも僅かながらある。
最後はララベル同様に普通の人間となり、同時に落葉を始めとする人間達が自分を探してくれていたことを知って改心。人間としての修行を積むべく落葉と共に旅に出る。
シーベ
ビスカスのお供の魔法界の猫。主人のビスカスとは対照的にスリムな体型をしている。ビスカスの悪巧みに加担することもあるが、第26話ではララベルが描いたネズミと共謀してビスカスの手を離れ、自ら騒動を起こしていた。最終回ではビラ同様に普通の猫になった模様で、旅立つビスカスに抱えられていた。

### 人間界の人物
竹村テルコ（たけむらテルコ） / テコ
声 - つかせのりこ
ララベルの親友。大きな丸メガネ着用。立花作造の孫娘。両親が海外赴任中、立花家に預けられており、ララベルが落ちてくる直前に親元に戻っていた（ちなみに竹村家は立花家とは目と鼻の先）。当初は祖父母の家に急に現れたララベルに不信感を抱いていたが、第2話でララベルの正体を知り、魔法使いの友達ができたと大喜びする。以降もララベルの正体を秘密にしており、ララベルが魔法を使って不審がられる度に弁解をしている。ララベルの入学や生活に必要な書類は魔法で用意すればいい、と提案したのは彼女である。思いやりのある優しい少女だが、少々惚れっぽいところがある。
松宮トシコ（まつみやトシコ） / トコ
声 - 松島みのり
テコの親友。僕っ娘。ララベルともすぐ親しくなる、さっぱりした性格。記者の母と科学者の父を持つ。両親ともインテリなこともあって、非科学的なものは信じない論理的な性格で、ララベルが魔法で起こした現象を目の当たりにしても（テコの弁解もあって）何らかの理由で結論付ける。ラストシーンに至っても、ララベルとビスカスが魔法使いだったことは知らないままだった。口が上手いがつい大袈裟なことを口走ってしまう癖がある。運動神経抜群でボーイッシュな少女であり、スカートは抵抗がある模様で常にズボンを履いている。劇中ではテニスクラブでテニスウェアを着る形でしかスカートは履いておらず、その際には「恥ずかしい」と言っていた。本人によると父は婿養子らしい。
立花作造（たちばなさくぞう）
声 - 八奈見乗児
ララベルの親代わり。頑固者だが情に厚く、咲花町の町内会長を引き受けているなど世話好き。家の裏手にある「立花荘」というアパートの管理人も務めている。テコが去って口では「騒々しいのが減って清々した」と言いつつも本心は寂しがっており、ララベルを魔法使いと知りつつ行き場の無かった彼女を引き取る。周囲にはララベルのことは遠縁としているが、テコ同様に孫だと紹介する場合もある。川で溺れた際には何人もの住人が躊躇なく飛び込んで助けるなど、人望も厚い。ことわざなど含蓄に富んだ言葉をよく使う。主に着物で過ごしている。時々「ダメです」などと敬語になることがある。
立花ウメ（たちばなウメ）
声 - 宮崎恵子
ララベルの親代わり。作造おじいちゃんを支える良妻賢母。主に着物で過ごしているが、スポーツや洋裁もたしなむモダンな一面もある。作造同様、テコが家に戻って寂しく思っており、ララベルのことも暖かく迎え、本当の孫のように可愛がる。
落葉積郎（おちばつもろう）
声 - 辻シゲル
ビスカスの人間界での相棒の中年男。元々は咲花町で細々と屋台のラーメンを売っていたが人間界にやってきたビスカスと出会い、その際ビスカスに壊された屋台を魔法で直すところをみて「マジシャン」と勘違いし、以降は先生と呼び一攫千金を狙ってビスカスの悪だくみに協力する。屋台は自身らの悪事が切っ掛けで結局壊れてしまったが、以降は様々な商売を展開する。
金に汚く、人間界への理解が足りないビスカスに替わって悪事を提案するが、ビスカス同様に詰めが甘い間抜けな小悪党。当初は魔法を奇術と思い込んでいたが、第27話で本物の魔法だと知る。以降はビスカスにもララベルにも脅されて秘密にしているものの、魔法を直接用いた金儲けを画策するようになる。一方、より扱き使われるようになった上に魔法で老人や犬、コウモリなどに変身させられるなど扱いも散々になっていき、裏切りもしばしばあった。また、ビスカスのラーメン代を稼ぐためにアルバイトもしている。金儲けのためなら犯罪行為すら厭わないが、心底悪人にもなりきれないお調子者。最終話では自分のためではあるがビスカスを助ける手助けをした。最後は「人間の先生」としてビスカスの旅に同行する。トレードマークは名前の通り後頭部の葉っぱで、悪知恵が閃くと現れ、失敗したりがっかりしたりすると落っこちる。最終回で旅立つ際には葉っぱは付いたままだった。
竹村花子（たけむらはなこ）
声 - 松島みのり
テコの母親で作造とウメの娘。教育熱心な一方、ミーハーなところもあるごく一般的な主婦。とても心配性で信じやすい性格であり、当初はトコの冗談を真に受けてララベルが密入国者なのかと疑っていた。口うるさい面もあり、特に番組初期はララベルの行動に否定的な態度を取ったり両親である立花夫妻にすら喰って掛かることもしばしばだった。無論、ララベルが遠縁だという作造の嘘も信じなかったが、いつの間にかそれに疑問を呈する事はなくなっていた。
竹村竹男（たけむらたけお）
声 - 佐藤正治
テコの父親。平均的なサラリーマンではあるが職場では能力を評価されており、転勤も多い様子。作品のスタート時も転勤から戻ってきて、立花家に預けていた娘を引き取っている。
由利つぼみ（ゆりつぼみ）
声 - 中谷ゆみ
ララベルのクラスメイト。由利建設の社長の一人娘であり、自分のお金もちを鼻にかける、わがままな娘である。取り巻きが3人居る。当初こそ転校生のララベルを物で釣ろうとしたがすぐに本性を現し、以来ことある毎にララベルらに嫌味な態度を取って対立しており、ララベル、テコ、トコの三人とは犬猿の仲。特にララベルとは森夫を巡って恋のライバルとなる。ビスカスと落葉を金で雇い、期せずして彼らの悪事に関わってしまう事も。彼女自身もビスカスの悪事の被害を被ったり、稀にだがララベルらと一時休戦して協力することもある。
村木哲也（声 - 田中秀幸）という家庭教師がおり、「お兄さん」と慕っている。最終的に彼がゴリラの研究のためにアフリカに旅立ち、いい雰囲気で再会を約束していたが、それ以降も森夫にアプローチを掛けている。
蓮根杉太郎（はすねすぎたろう）
声 - 龍田直樹
ララベルのクラスメイト。いがぐり頭のガキ大将。乱暴者だが根はやさしい。地域における柔道の有力選手でもある。
蓮根松太郎（はすねまつたろう）
声 - 雨森雅司
杉太郎の父親。職業は植木屋を経営しており、町内会の役員にも就いている。妻の名前は松江（声 - 中谷ゆみ）。
花園かえで（はなぞのかえで）
声 - 信沢三恵子
ララベルの5年生時の新任クラス担任。美人でかつテニスやバイクも乗りこなすスポーツウーマン。子供の頃は裁縫よりも大工仕事、花や茶道よりも剣道を好むような活動的でボーイッシュな性格だった。しかし厳格な家庭であったために父母に「女らしく」するように束縛されて育った。その経緯から、児童らには「子供のうちに性別に縛られず自分らしいことをしてほしい」という考えを持つ。
つぼみの父親やビスカスの策略で一時は児童とも険悪になるもララベルとテコの励ましを受け、作造の手回しによる了然和尚の下で行われた授業の予行練習にて心情を児童たちに伝え、わだかまりを解くことになった。
椿森夫（つばきもりお）
声 - 塩沢兼人
ハンサムな男子高校生で、ララベルたちのあこがれの人。ハンググライダーを始め、テニス、カメラなど多彩な趣味を持つ。テニスはコーチの兄に代わってある程度の指導が出来るほどの腕前を持つ。両親は有名な音楽家。容姿が良いため、最初こそビスカスにアイドルスターにされそうになったが、以降は彼の容姿と人気を気に入らないビスカスと落葉にちょっかいを出されているようになった。ララベルやつぼみに何度もアプローチを掛けられるが、彼自身はララベルを妹のようなものと思っており、つぼみに対してはこれと言って特別な感情は見られない。
第48話にて、両親の暮らすウィーンで音楽学校に通う道を選び、ララベル、テコ、トコに見送られながら船で旅立っていった。
椿幹夫（つばきみきお）
声 - 田中秀幸
森夫の兄。つぼみの父親が経営するテニスクラブの専属コーチ。花園先生の恋人で、大学時代のテニス部部長時代からの縁。かつては一流のテニスプレイヤーを目指していたが、肩を壊してその夢を断念し、コーチに転向した。彼の務めるテニスクラブにララベル、テコ、トコは入会する。ビスカスの悪だくみに二度も標的にされるも、ララベルの活躍でことなきを得る。
佐倉みのる（さくらみのる）
声 - 鈴木富子
作造の経営する「立花荘」の住人である幼稚園児の男の子。生意気ではあるがララベルのことが好き。母が仕事で忙しいため自宅の鍵を任されている「カギッコ」であり、来訪者は必ず確認するなどしっかりした面を持つ。
佐倉めぐむ（さくらめぐむ）
声 - 川島千代子
みのるの母親。夫を亡くしたシングルマザーで、女手一つでみのるを育てている。職業は看護婦で、彼女が勤める病院の院長になろうとビスカスは暗躍する。
了然和尚（りょうねんおしょう）
声 - 清川元夢
宝禅寺の住職でみのるの通う幼稚園の園長。花園先生を下宿させている。森夫の熱意を買って境内を作業場として使わせたり、幼稚園の遊具は危険が無いか自ら毎日点検するなど人格者であり、周囲に慕われている。ビスカスの魔法で園児たちから恐れられるようになり、信頼を失わせて園長の座を取って代わろうと狙われたこともあったがララベルの活躍で園児の魔法が解け、再び慕われるようになった。
由利寅吉（ゆりとらきち）
声 - 政宗一成
つぼみの父親。由利建設の社長でPTAの会長も務める。工事が遅れるからという理由で信号機の設置を阻止したり、手土産を断った花園先生の株を落とす真似に出たりと、娘と同じく利己的な性格。
蒲郡（がまごおり）
声 - 不明
ララベルが4年生の時の担任の男の先生。第3話から登場。穏やかで優しい性格をしている。
渋柿（しぶがき）
声 - 不明
体育専科の男の先生。第2話から登場。とび箱の授業の際にララベルと遭遇する。
校長
声 - 田の中勇
校長先生。第3話から登場。気弱でPTA会長の寅吉には頭が上がらない。

## 世界観
本作では従来のシリーズと異なり、物語の発端となる異世界「魔法界」についてはほとんど語られず、第1話冒頭を除いて全編が人間界を舞台に展開される。ララベルとビスカス以外の魔法使いは登場せず、彼女らの魔法界における対人関係についても一切明かされない。魔法界そのものも、巨大な城の一室でララベルが一人で生活を送っていたことが描写されたのみ。学校の類も存在せず、ララベルは自室でたった一人で修行に励んでいた。第1話でララベルが語っている通り魔法で何でもできる世界であり、人間界に降り立ったばかりのララベルは「人間の生活って不便」と評していた。
人間界にはフラフープのような道具を使って移動するが、人間界から魔法界に行く方法が存在するのかは不明。少なくとも魔法使い個人や魔法のカバンの力でどうにか出来ることではないらしく、ビスカスは「二度と戻れない」と発言している。第44話でララベルは魔法界に連れ戻される可能性を危惧するが、そのような事態には最後までならなかった。

## スタッフ
- 企画：山口康男（東映動画）、春日東（旭通信社）
- 製作担当：佐々木章
- 原作：藤原栄子
- 音楽：いずみたく
- チーフアニメーター：進藤満尾
- チーフデザイナー：伊藤英治
- チーフディレクター：設楽博
- テレビ朝日プロデューサー：碓氷夕焼
- 原画：大鹿日出明、松本清、高橋昇、福山映二、長谷川好春、敷島博英、星野エミ、鹿島恒保、田代和男、山川三太郎、兵頭敬、永木龍博、河村道信、金子康良、岡豊、山本みどり、アベ正己、鈴木英二、木幡公春、小野茂、武田政夫、富田邦、石黒めぐむ、木場田実、田辺由憲、西山里枝、平田かおる
- 背景：有川知子、沢田隆夫、小林祐子、小坂橋かよ子、丸森俊昭、脇威志、伊藤豊、襟立智子、下茂恵美子、ピーターパン、井出智子、軽部栄、佐貫利勝、北川道子、田中資幸、服部達也、須田栄子、中村名里、吉田智子、永島幸夫、横山幸博、池田祐二、宮下美栄子、佐々木真夫、大崎美由紀、陶山尚治、石垣好晴、加藤良恵、高田茂祝、宮前光春
- 特殊効果：大石秀徳、中島正之、白倉拓也、浜桂太郎、岡田良明、佐藤章二、河内正行、大野嘉代子
- 撮影：佐野禎史、佐藤隆郎、森田俊昭、菅谷英夫、岡芹利明
- 編集：祖田冨美夫
- 録音：今関種吉、蔵本貞司
- 効果：伊藤道広
- 選曲：宮下滋
- 記録：樋口裕子
- 製作進行：長谷川康雄、山口克己、寒竹清隆、伊藤文英、加藤雄治、小川武司、栗山美秀、矢野浩一、古沢由美、橋本ゆみ、関口孝治、橋本早苗
- 現像：東映化学
- 製作：テレビ朝日、旭通信社、東映動画

## 主題歌
- オープニング「ハローララベル」
- エンディング「魔法少女ララベル」
  - 作詞：伊藤アキラ／作曲：いずみたく／編曲：親泊正昇／歌：堀江美都子・コロムビアゆりかご会

## 各話リスト
放送期間：1980年2月15日 - 1981年2月27日 毎週金曜日19時00分 - 19時30分、テレビ朝日系。全49話。＋劇場公開作品1話
| 話数   | サブタイトル               | 脚本     | 演出       | 作画監督   | 美術監督          | 今日の諺 （ことわざ・格言）            |
| ------ | -------------------------- | -------- | ---------- | ---------- | ----------------- | -------------------------------------- |
| 1      | 人間なんて大嫌い           | 辻真先   | 設楽博     | 大鹿日出明 | 伊藤英治          | 急がば回れ!                            |
| 2      | 秘密の仲間がもうひとり     | 曽田博久 | 古沢日出夫 | 松本清     | 山口俊和          | 雨降って地固まる!                      |
| 3      | 横断歩道は通せんぼ         | 城山昇   | 寒竹清隆   | 木暮輝夫   | 山口俊和          | 後悔先に立たず!                        |
| 4      | 年下の男の子とつきあえば   | 金春智子 | 佐々木正広 | アベ正巳   | 伊藤岩光          | 子をもって知る親の恩                   |
| 5      | 名乗り出た町会長候補       | 安藤豊弘 | 遠藤勇二   | 鹿島恒保   | 山口俊和          | 一筋の矢は折るべし十筋の矢は折れがたし |
| 6      | 転勤なんていや             | 城山昇   | 山本寛巳   | 田代和男   | 伊藤英治          | 一石二鳥!                              |
| 7      | 大空をかける憧れの人       | 金春智子 | 長谷川康雄 | 進藤満尾   | 山口俊和          | 七転び八起き!                          |
| 8      | 美人先生は春風に乗って     | 曽田博久 | 佐々木正広 | 大鹿日出朗 | 山口俊和          | 師弟は三世                             |
| 9      | ひとりぼっちの父母会       | 安藤豊弘 | 古沢日出夫 | 松本清     | 襟立智子          | 良薬は口に苦し忠言耳に逆らう           |
| 10     | 誕生日と見えない贈り物     | 城山昇   | 遠藤勇二   | 永木龍博   | 伊藤英治          | 情けは人のためにならず                 |
| 11     | お守り袋にしまった秘密     | 金春智子 | 山吉康夫   | アベ正巳   | 山口俊和          | 三つ子の魂百まで                       |
| 12     | 仲人は小学五年生           | 曽田博久 | 山本寛巳   | 鹿島恒保   | 秦秀信            | 当たって砕けろ!                        |
| 13     | 再会の赤い靴               | 安藤豊弘 | 福島和美   | 田代和男   | 襟立智子          | 必要は知恵を生む                       |
| 14     | 交換日記の白いページ       | 曽田博久 | 遠藤勇二   | 進藤満尾   | 山口俊和          | 瓢箪から駒が出る                       |
| 15     | ペットはいたずら子狸       | 城山昇   | 古沢日出夫 | 松本清     | 秦秀信            | 取らぬ狸の皮算用                       |
| 16     | 嘘から生まれた美人         | 金春智子 | 設楽博     | 永木龍博   | 伊藤英治          | 身から出た錆                           |
| 17     | 泣き笑いハイキング         | 曽田博久 | 福島和美   | 大鹿日出朗 | 山口俊和          | 終わりよければすべてよし               |
| 18     | あこがれのカギッコ入門     | 城山昇   | 山吉康夫   | 進藤満尾   | 山口俊和          | 隣の花は赤い                           |
| 19     | 嫌われた園長先生           | 安藤豊弘 | 遠藤勇二   | 進藤満尾   | 田中資幸          | 生兵法は大けがのもと                   |
| 20     | 夫婦げんか大歓迎           | 金春智子 | 福島和美   | 鹿島恒保   | 有川知子 丸森俊昭 | 短気は未練のはじめ                     |
| 21     | ガードマンは賞金稼ぎ       | 曽田博久 | 山本寛巳   | 進藤満尾   | 襟立智子          | 悪に強ければ善にも強し                 |
| 22     | 町内のハッスルお婆ちゃん   | 城山昇   | 古沢日出夫 | 松本清     | 山口俊和          | 老木に花咲く                           |
| 23     | テニスに魔法はダメよ       | 城山昇   | 遠藤勇二   | 永木龍博   | 田中資幸          | メッキははげる                         |
| 24     | ドッキリ写真コンテスト     | 金春智子 | 長谷川康雄 | 大鹿日出朗 | 山口俊和          | 悪事身にかえる                         |
| 25     | 帰って来た神様             | 曽田博久 | 福島和美   | アベ正巳   | 伊藤英治          | 神は見通し                             |
| 26     | 絵からぬけ出た大ねずみ     | 安藤豊弘 | 山本寛巳   | 鹿島恒保   | 伊藤英治 山口俊和 | 好きこそものの上手なれ                 |
| 27     | 大もて魔法のファッション   | 曽田博久 | 古沢日出夫 | 松本清     | 山口俊和          | 親のひいき目                           |
| 28     | 少女マンガ家売り込みます   | 金春智子 | 遠藤勇二   | 大鹿日出朗 | 伊藤英治          | ひいきの引き倒し                       |
| 29     | いじめっ子なぜ泣くの       | 安藤豊弘 | 古沢日出夫 | 進藤満尾   | 伊藤英治 山口俊和 | いが栗も内から割れる                   |
| 30     | 転んで当てた海外旅行       | 曽田博久 | 長谷川康雄 | アベ正巳   | 山口俊和          | 禍福はあざなえる縄のごとし             |
| 31     | 世界で一番の魔法使い       | 安藤豊弘 | 設楽博     | 永木龍博   | 伊藤英治          | 禍い転じて福となす                     |
| 32     | ノックアウトは魔法のパンチ | 城山昇   | 古沢日出夫 | 松本清     | 山口俊和          | 上に上あり                             |
| 33     | 秘密放送局からこんばんわ   | 曽田博久 | 生頼昭憲   | 鹿島恒保   | 伊藤英治          | 人には添うてみよ 馬には乗ってみよ      |
| 34     | おとぎの国の侵入者         | 安藤豊弘 | 山本寛巳   | 進藤満尾   | 山口俊和          | 二度目の用心                           |
| 35     | ビラの初恋                 | 金春智子 | 遠藤勇二   | 大鹿日出朗 | 山口俊和          | 勇者はおそれず                         |
| 36     | 花の豆記者特ダネ合戦       | 金春智子 | 古沢日出夫 | 松本清     | 伊藤英治          | 住めば都                               |
| 37     | 住所のないペンフレンド     | 城山昇   | 生頼昭憲   | アベ正巳   | 山口俊和          | 嘘から出た誠                           |
| 38     | 先生の恋人はゴリラ         | 曽田博久 | 山本寛巳   | 永木龍博   | 山口俊和          | 会うは別れのはじめ                     |
| 39     | バッチリ当たる占い師       | 金春智子 | 遠藤勇二   | 鹿島恒保   | 伊藤英治          | 人を呪わば穴二つ                       |
| 40     | コートの女王にプロポーズ   | 城山昇   | 生頼昭憲   | 進藤満尾   | 山口俊和          | 仇花に実はならぬ                       |
| 41     | スキー旅行のハプニング     | 安藤豊弘 | 遠藤勇二   | 大鹿日出朗 | 山口俊和          | 悪銭身につかず                         |
| 42     | お年玉のおとし穴           | 曽田博久 | 古沢日出夫 | 石黒めぐみ | 牧野光成          | 働かざるもの食うべからず               |
| 43     | 禁じられた魔法             | 城山昇   | 山本寛巳   | 木場田実   | 浦田又治 山口俊和 | 柳に雪折れなし                         |
| 44     | 星の王女の涙               | 安藤豊弘 | 生頼昭憲   | 進藤満尾   | 牧野光成          | 縁の下の力持ち                         |
| 45     | アメリカから来た女の子     | 金春智子 | 遠藤勇二   | 永木龍博   | 山口俊和          | けがの功名                             |
| 46     | ここ掘れ！野良犬オチバ君   | 城山昇   | 岡崎稔     | 端名貴勇   | 牧野光成          | 我が身をつねって人の痛さを知れ         |
| 47     | 宇宙からのふしぎな使者     | 安藤豊弘 | 古沢日出夫 | アベ正巳   | 山口俊和          | 自業、自得                             |
| 48     | さよならは愛のメロディー   | 安藤豊弘 | 生頼昭憲   | 鹿島恒保   | 伊藤岩光          | 言わぬが花                             |
| 49     | 人間って大好き             | 曽田博久 | 遠藤勇二   | 大鹿日出朗 | 山口俊和          | はじめが大事                           |
| 劇場版 | 海が呼ぶ夏休み             | 曽田博久 | 田中浩司   | 進藤満尾   | 伊藤英治          | 可愛い子には旅をさせよ                 |

## 放送局
※放送日時は1980年7月中旬 - 8月上旬時点（山口放送については1981年3月中旬 - 4月上旬時点）、放送系列は放送当時のものとする。
| 放送地域       | 放送局             | 放送系列                                     | 放送日時                                           | 備考                                   |
| -------------- | ------------------ | -------------------------------------------- | -------------------------------------------------- | -------------------------------------- |
| 関東広域圏     | テレビ朝日         | テレビ朝日系列                               | 金曜 19:00 - 19:30                                 | 制作局                                 |
| 北海道         | 北海道テレビ       | テレビ朝日系列                               | 金曜 19:00 - 19:30                                 |                                        |
| 宮城県         | 東日本放送         | テレビ朝日系列                               | 金曜 19:00 - 19:30                                 |                                        |
| 福島県         | 福島中央テレビ     | 日本テレビ系列 テレビ朝日系列                | 金曜 19:00 - 19:30                                 |                                        |
| 新潟県         | 新潟総合テレビ     | フジテレビ系列 日本テレビ系列 テレビ朝日系列 | 金曜 19:00 - 19:30                                 |                                        |
| 長野県         | 長野放送           | フジテレビ系列                               | 月曜 17:30 - 18:00                                 | テレビ信州の開局まで放映。             |
| 長野県         | テレビ信州         | 日本テレビ系列 テレビ朝日系列                | 金曜 19:00 - 19:30                                 | 1980年9月の試験放送から放映。          |
| 静岡県         | 静岡けんみんテレビ | テレビ朝日系列                               | 金曜 19:00 - 19:30                                 | 現：静岡朝日テレビ。                   |
| 中京広域圏     | 名古屋テレビ       | テレビ朝日系列                               | 金曜 19:00 - 19:30                                 |                                        |
| 近畿広域圏     | 朝日放送           | テレビ朝日系列                               | 金曜 19:00 - 19:30                                 | 現：朝日放送テレビ。                   |
| 広島県         | 広島ホームテレビ   | テレビ朝日系列                               | 金曜 19:00 - 19:30                                 |                                        |
| 香川県・岡山県 | 瀬戸内海放送       | テレビ朝日系列                               | 金曜 19:00 - 19:30                                 |                                        |
| 福岡県         | 九州朝日放送       | テレビ朝日系列                               | 金曜 19:00 - 19:30                                 |                                        |
| 熊本県         | テレビ熊本         | フジテレビ系列 日本テレビ系列 テレビ朝日系列 | 金曜 19:00 - 19:30                                 |                                        |
| 青森県         | 青森放送           | 日本テレビ系列 テレビ朝日系列                | 金曜 17:30 - 18:00 →日曜 6:00 - 6:30（最終回時点） | 1980年3月28日から1981年5月10日まで放送 |
| 岩手県         | 岩手放送           | TBS系列                                      | 金曜 17:30 - 18:00                                 | 現：IBC岩手放送。                      |
| 秋田県         | 秋田放送           | 日本テレビ系列                               | 金曜 17:00 - 17:30                                 | 1981年3月27日まで放送                  |
| 山形県         | 山形放送           | 日本テレビ系列                               | 火曜 17:30 - 18:00                                 |                                        |
| 山梨県         | テレビ山梨         | TBS系列                                      | 火曜 17:20 - 17:50                                 | 1980年4月1日から放送                   |
| 富山県         | 北日本放送         | 日本テレビ系列                               | 水曜 17:00 - 17:30                                 | 1980年6月18日から                      |
| 石川県         | 北陸放送           | TBS系列                                      | 水曜 17:00 - 17:30                                 |                                        |
| 島根県・鳥取県 | 山陰放送           | TBS系列                                      | 金曜 17:30 - 18:00                                 |                                        |
| 山口県         | 山口放送           | 日本テレビ系列 テレビ朝日系列                | 土曜 7:15 - 7:45                                   |                                        |
| 徳島県         | 四国放送           | 日本テレビ系列                               | 火曜 17:30 - 18:00                                 |                                        |
| 愛媛県         | テレビ愛媛         | フジテレビ系列                               | 水曜 17:25 - 17:55                                 | 1980年3月19日から放送                  |
| 高知県         | テレビ高知         | TBS系列                                      | 木曜 17:00 - 17:30                                 |                                        |
| 長崎県         | 長崎放送           | TBS系列                                      | 水曜 16:50 - 17:20                                 |                                        |
| 大分県         | テレビ大分         | フジテレビ系列 日本テレビ系列 テレビ朝日系列 | 木曜 17:30 - 18:00                                 |                                        |
| 宮崎県         | 宮崎放送           | TBS系列                                      | 火曜 17:30 - 18:00                                 | 1980年3月18日から放送                  |
| 鹿児島県       | 鹿児島テレビ       | フジテレビ系列 日本テレビ系列 テレビ朝日系列 | 金曜 17:45 - 18:15                                 |                                        |
| 沖縄県         | 沖縄テレビ         | フジテレビ系列                               | 水曜 17:30 - 18:00                                 |                                        |

## 漫画
- 小学一年生　1980年2月号 - 1981年3月号連載　作画：金子早苗
- 小学二年生　1980年3月号 - 1981年1月号連載　作画：金子早苗
- 小学三年生　1980年4月号 - 1981年2月号連載　作画：藤原栄子

## 小説
- 『名作ドラマシリーズ 魔法少女ララベル』辻真先、朝日ソノラマ、1980年。

## 関連商品

### レコード
日本コロムビアより発売
- EPレコード　
  - ハローララベル/魔法少女ララベル
    - SCS-4998（通常版）：　1980年3月1日
    - ZCS-4998（両面ピクチャーレコード版）：1980年11月
- LPレコード
  - 魔法少女ララベル 歌とお話し　
    - CS-7035：1980年7月 / CPY-763：1980年7月（同アルバムのCカセット版）。
    - 主題歌や挿入歌の他、ララベルとビスカスの話が交互に収録されている。全10曲

### CD
日本コロムビアより発売。
- シングルCD
  - 「TIME TRIP CD4」ハローララベル/魔法少女ララベル/ハロー!サンディベル/白い水仙 
    - CODC-8520：1990年6月1日

このほか、堀江美都子がリリースしているアルバムにも多数収録されている。

### DVD
コロムビアミュージックエンタテインメントより発売
- 『魔法少女ララベル DVD-BOX 1』B000B7I3JW 2005年11月30日発売 3枚組:XT-2157/9（第1話から第14話）
- 『魔法少女ララベル DVD-BOX 2』B000CEK4ZA 2006年2月1日発売 3枚組:XT-2165/7（第15話から第29話）
- 『魔法少女ララベル DVD-BOX 3』B000E5LIRU 2006年3月29日発売 4枚組:XT-2168/71（第30話から最終第49話）

「DVD-BOX 1」には映像特典として後述の劇場版のほか、前番組『花の子ルンルン』最終回に放送された「新番組予告」、そして、ナショナル自転車工業（現：パナソニック サイクルテック）から当時発売された児童向け自転車「ナショナル自転車 ララベル」のCM（ララベルが自転車に乗るアニメCM）が収録されている。

## 劇場版
魔法少女ララベル 海が呼ぶ夏休み
1980年7月12日、「東映まんがまつり」内で上映、
併映は『白雪姫』『ゲゲゲの鬼太郎（第2作）』『電子戦隊デンジマン』。
『花の子ルンルン こんにちわ桜の国』に次ぐ、「東映アニメーション魔女っ子アニメシリーズ」の劇場用新作第2弾。しかし『ルンルン』はテレビ版が終了した後の上映だったので、テレビ版が放送中に上映されたのは本作がシリーズ初。本作も『ルンルン』同様、映画用オープニングとエンディングはテレビ版のものを使用、『海が呼ぶ夏休み』もサブタイトル的扱いとなっている。
本作は番外編的な構成となった『ルンルン』の劇場用作品とは異なり、テレビ版の同様のストーリー進行となる。海が舞台ということもあって、テレビ版では登場しなかったララベル・テコ・トコの水着姿が見られる。また『ルンルン』の劇場用作品では「魔女っ子の定番」の一つである京都をストーリーの後半に登場させたのに対し、本作では同じく「魔女っ子の定番」の一つである「海の少年」を登場させている。
本作は海が舞台のため、レギュラー的キャラクターのうち、咲花小学校の先生や生徒（花園先生、つぼみ、杉太郎ほか）、そして街の人たち（椿兄弟、みのる、和尚ほか）は全く登場しない。
シナリオ段階では、ララベルが汽車の中でいきなり水着になったり、テコが珊瑚に服を破かれるなどといった、お色気シーンが用意されていた。
2005年11月30日にコロムビアミュージックエンターテインメントから発売されたDVD-BOX「魔法少女ララベル DVD-BOX 1」に、映像特典として収録されている。
ストーリー
ララベルが人間界に来て初の夏休み、ララベルはビラ・立花夫婦・テコ・トコと一緒に、テコの叔父夫婦の民宿「とびうお荘」にやって来た。だが迎えてくれたのは、息子（つまりテコの従兄弟）の良太（CV：山本圭子）。両親は知人の手術へ献血に行ったため、一人でとびうお荘を切り盛りしているのだ。しかも、最近とびうお荘は人気が無い。というのも、いつも意地悪ばかりしているビスカスと落葉が、「ジョーズホテル」というホテルを作って、客寄せをしていたからだ。そこでララベル達も負けじとサービス合戦を繰り広げる。
しかし、思わぬことからテコに魔法でインチキをしたと勘違いされたララベルは、ビスカスとの戦いで魔法を使うことを躊躇い、彼の手に落ちた。自分のためにララベルが危うくなっていることに、責任を感じたテコは、自分がカナヅチであることも忘れ、海中の彼女に魔法バトンを渡した。魔力を取り戻し勇気百倍のララベルは、魔法でビスカスと落葉を懲らしめる。散々な目に合ったビスカスと落葉は、とびうお荘で労務役をさせられることになる。やがて良太の両親も帰って来た。ララベル達は海の夏休みを心行くまで楽しむのだった。